# Colonia Aurora
Colonia Aurora är en ort i Argentina.   Den ligger i provinsen Misiones, i den nordöstra delen av landet, 900 km norr om huvudstaden Buenos Aires. Colonia Aurora ligger 178 meter över havet och antalet invånare är 8 407.
Terrängen runt Colonia Aurora är platt åt sydost, men åt nordväst är den kuperad. Colonia Aurora är det största samhället i trakten.
Trakten runt Colonia Aurora består till största delen av jordbruksmark. Runt Colonia Aurora är det ganska glesbefolkat, med 25 invånare per kvadratkilometer.